# Алланкур (кантон)
Алланкур (фр. Hallencourt) — упраздненный кантон во Франции, регион Пикардия, департамент Сомма. Входил в состав округа Абвиль.
В состав кантона входили коммуны (население по данным Национального института статистики за 2009 г.):
- Алланкур (1 390 чел.)
- Аллери (800 чел.)
- Байёль (271 чел.)
- Вири-о-Мон (119 чел.)
- Во-Маркенвиль (78 чел.)
- Дудленвиль (306 чел.)
- Лимё (138 чел.)
- Лонгпре-ле-Кор-Сен (1 667 чел.)
- Льеркур (353 чел.)
- Мерелессар (201 чел.)
- Ситерн (259 чел.)
- Сорель-ан-Вимё (231 чел.)
- Фонтен-сюр-Сомм (535 чел.)
- Фрюкур (136 чел.)
- Эрондель (515 чел.)
- Юппи (789 чел.)

## Экономика
Структура занятости населения:
- сельское хозяйство — 11,4 %
- промышленность — 37,6 %
- строительство — 6,2 %
- торговля, транспорт и сфера услуг — 18,7 %
- государственные и муниципальные службы — 26,1 %

## Политика
На президентских выборах 2012 г. жители кантона отдали в 1-м туре Марин Ле Пен 27,9 % голосов против 25,8 % у  Франсуа Олланда и 24,4 % у Николя Саркози, во 2-м туре в кантоне победил Олланд, получивший 51,8 % голосов (2007 г. 1 тур: Саркози — 27,1 %, Сеголен Руаяль — 24,6 %; 2 тур: Саркози — 52,1 %). На выборах в Национальное собрание в 2012 г. по 3-му избирательному округу департамента Сомма жители кантона поддержали действовавшего депутата, кандидата правого Союза за народное движение Жерома Биньона, набравшего 33,3 % голосов в 1-м туре и 51,4 % - во 2-м туре. На региональных выборах 2010 года в 1-м туре победил список «правых», собравший 25,8 % голосов против 23,9 % у списка социалистов и 14,9 % у Национального фронта. Во 2-м туре «левый список» с участием социалистов и «зелёных» во главе с Президентом регионального совета Пикардии Клодом Жеверком получил 33,0 % голосов, «правый» список во главе с мэром Бове Каролин Кайё занял второе место с 36,8 %, а Национальный фронт с 20,6 % финишировал третьим.
|  | Кандидат       | Партия                  | % голосов |
|  | -------------- | ----------------------- | --------- |
|  | Клод Жакоб     | Коммунистическая партия | 53,00     |
|  | Патрик Польотр | Новый центр             | 47,00     |